# العلاقات البوليفية السيشلية
العلاقات البوليفية السيشلية هي العلاقات الثنائية التي تجمع بين بوليفيا وسيشل.

## مقارنة بين البلدين
هذه مقارنة عامة ومرجعية للدولتين:
| وجه المقارنة                                              | بوليفيا                                          | سيشل                                                |
| --------------------------------------------------------- | ------------------------------------------------ | --------------------------------------------------- |
| المساحة (كم2)                                             | 1.10 مليون                                       | 459                                                 |
| عدد السكان (نسمة)                                         | 11.05 مليون                                      | 95.84 ألف                                           |
| الكثافة السكانية (ن./كم²)                                 | 10.05                                            | 20.88 ألف                                           |
| العاصمة                                                   | سوكري، لاباز                                     | فيكتوريا                                            |
| اللغة الرسمية                                             | اللغة الإسبانية، اللغة الأيمرية، كتشوا، غوارانية | لغة فرنسية، لغة إنجليزية، اللغة الكريولية السيشيلية |
| العملة                                                    | بوليفاريو بوليفي                                 | روبية سيشلية                                        |
| الناتج المحلي الإجمالي (بليون دولار)                      | 37.51 مليار                                      | 1.49 مليار                                          |
| الناتج المحلي الإجمالي (تعادل القوة الشرائية) بليون دولار | 74.58 مليار                                      | 2.54 مليار                                          |
| الناتج المحلي الإجمالي الاسمي للفرد دولار أمريكي          | 3.08 ألف                                         | 15.48 ألف                                           |
| الناتج المحلي الإجمالي للفرد دولار أمريكي                 | 6.63 ألف                                         | 26.42 ألف                                           |
| مؤشر التنمية البشرية                                      | 0.662                                            | 0.772                                               |
| رمز المكالمات الدولي                                      | +591                                             | +248                                                |
| رمز الإنترنت                                              | .bo                                              | .sc                                                 |
| المنطقة الزمنية                                           | 00                                               | ت ع م+04:00                                         |

## منظمات دولية مشتركة
يشترك البلدان في عضوية مجموعة من المنظمات الدولية، منها:
| علم المنظمة | اسم المنظمة                        | تاريخ انضمام بوليفيا | تاريخ انضمام سيشل |
| ----------- | ---------------------------------- | -------------------- | ----------------- |
|             | الاتحاد البريدي العالمي            | ?                    | ?                 |
|             | منظمة حظر الأسلحة الكيميائية       | ?                    | 29 أبريل 1997     |
|             | الأمم المتحدة                      | 14 نوفمبر 1945       | 21 سبتمبر 1976    |
|             | وكالة ضمان الاستثمار متعدد الأطراف | 3 أكتوبر 1991        | 15 سبتمبر 1992    |
|             | منظمة الشرطة الجنائية الدولية      | ?                    | 1 سبتمبر 1977     |
|             | مؤسسة التمويل الدولية              | 20 يوليو 1956        | 11 يونيو 1981     |
|             | الاتحاد الدولي للاتصالات           | 1 يونيو 1907         | 17 سبتمبر 1999    |
|             | البنك الدولي للإنشاء والتعمير      | 27 ديسمبر 1945       | 29 سبتمبر 1980    |
|             | يونسكو                             | 13 نوفمبر 1946       | 18 أكتوبر 1976    |

## وصلات خارجية
- موقع وزارة الخارجية البوليفية